# Stentjärnen (Sundborns socken, Dalarna, 673318-151755)
Stentjärnen är en sjö i Falu kommun i Dalarna och ingår i Dalälvens huvudavrinningsområde. Sjöns area är 0,036 kvadratkilometer och den befinner sig 215 meter över havet.